# Michail Antipov
Michail Aleksandrovič Antipov, spesso traslitterato anche come Mikhail Antipov (in russo Михаил Александрович Антипов?; Mosca, 10 giugno 1997), è uno scacchista russo.
Ha ottenuto la prima norma di Grande maestro nel dicembre 2011, dopo aver vinto il torneo First Saturday di Budapest, la seconda norma a maggio 2012 nel torneo internazionale di Sarajevo e la terza nell'agosto 2013 all'open di Riga. Avendo già superato i 2500 punti Elo, il titolo è stato quindi ufficializzato dalla FIDE nel novembre del 2013.
Nel giugno 2011 Evgeny Kaspersky ha scritto nel suo blog che, oltre a sponsorizzare il team Ferrari in Formula 1, sosterrà Antipov nella sua carriera scacchistica.
Il suo principale istruttore è il grande maestro Sergei Dolmatov.

## Carriera
Nel settembre 2015 ha vinto a Chanty-Mansijsk il Campionato del mondo juniores di scacchi con 10 punti su 13, superando per spareggio tecnico Jan-Krzysztof Duda.
Nel luglio 2022 vince a Filadelfia il torneo World Open, vittoria ottenuta dopo spareggio Armageddon su altri 7 avversari .
Nel novembre 2023 vince il torneo U.S. Masters a Charlotte, con 7 punti su 9, superando allo spareggio altri 3 avversari.

## Elo
Ha raggiunto il suo record personale di punteggio nel luglio del 2018, con un Elo di 2626 punti.